# Крејвен котиџ
Крејвен котиџ (енгл. Craven Cottage) је име фудбалског стадиона на коме игра ФК Фулам од 1896. године. Изграђен је по пројекту Арчибалда Лича. После реконструкције капацитет стадиона је 25 500 места за седење. Стадион је лоциран поред реке Темзе. Највећа посета је била 25.308 гледалаца на утакмици против ФК Бирмингема.

## Детаљи

### Рекорди
- Рекордна посета: 49.335 против Милвола, 8. октобра 1938.
- Рекордна посета после реконструкције: 25.308 против ФК Бирмингема, 3. маја 2008. (Премијер лига).

### Просечна посета на Фуламовим утакмицама по сезони
- 1997/98: 9.004
- 1998/99: 11.387
- 1999/00: 13.092
- 2000/01: 14.985
- 2001/02: 19.389
- 2002/03: 16.707 (играли на Лофтус Роуду)
- 2003/04: 16.342 (играли на Лофтус Роуду)
- 2004/05: 19.838
- 2005/06: 20.654
- 2006/07: 22.279
- 2007/08: 23.774
- 2008/09: 24.339 (после 12 утакмица)

### Укупна посета
- Укупна посета свих времена : 28.230.560 (Од 7. маја 2006)
- Просечна укупна посета : 15.194